# Каянус, Кай
Кай Кая́нус (фин. Kai Kajanus; 12 декабря 1908, Стокгольм — 19 июля 1994, там же) — финский музыкант, скрипач, концертмейстер. Лауреат высшей государственной награды Финляндии для деятелей искусств Pro Finlandia (1957).

## Биография
Сын Роберта Каянуса (1856—1933), композитора, дирижёра, основателя оркестровой школы и симфонического хора в Гельсингфорсе. Брат Лиллю Каянус-Бленнер, арфистки, лауреата высшей государственной награды Финляндии для деятелей искусств Pro Finlandia (1957).

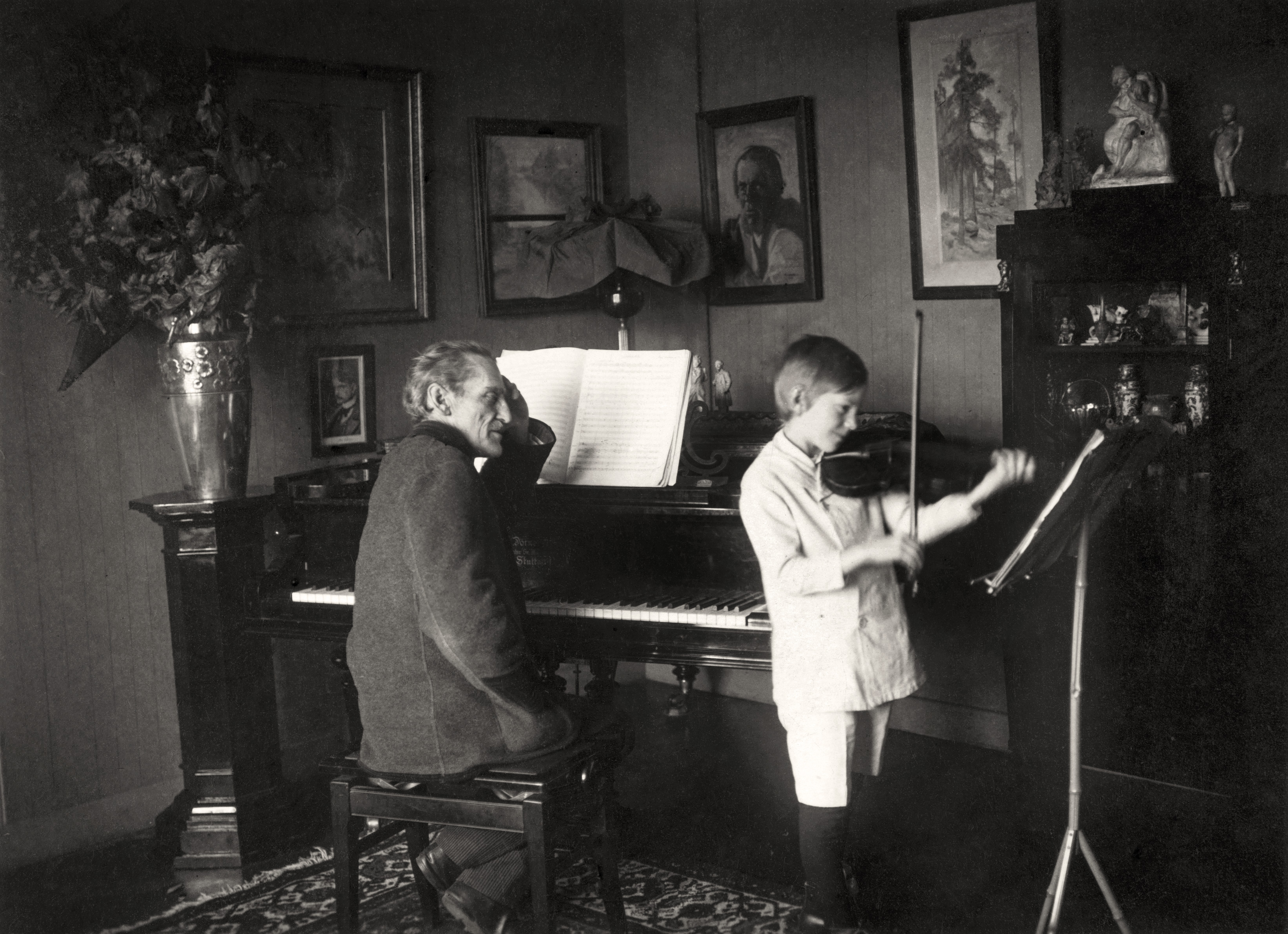
Роберт Каянус занимается с сыном Каем. 1915 г.

В раннем возрасте начал заниматься музыкой. С 6 лет учился игре на скрипке. В 16 лет поступил в Музыкальную академию Ференца Листа в Будапеште. Изучал игру на скрипке в консерватории Штерна в Берлине. Стал высококвалифицированным оркестровым музыкантом и солистом-скрипачом.
Почти 30 лет играл в Хельсинкском филармоническом оркестре, был его концертмейстером. В 1958 году перешёл в Стокгольмский королевский филармонический оркестр, где до выхода на пенсию играл первую скрипку.

## Награды
В 1957 году получил медаль Pro Finlandia одновременно с сестрой Лилли Каянус-Бленнер.